# Çepan
Çepan è una frazione del comune di Skrapar in Albania (prefettura di Berat).
Fino alla riforma amministrativa del 2015 era comune autonomo, dopo la riforma è stato accorpato, insieme agli ex-comuni di Bogovë, Çorovodë, Gjerbës, Leshnjë, Potom, Qendër Skrapar, Vendreshë e Zhepë a costituire la municipalità di Skrapar.

## Località
Il comune è formato dall'insieme delle seguenti località:
- Çepan
- Muzhake
- Rog
- Zaberzan i Ri
- Zaberzan
- Blezencke
- Malind
- Sevrani Madh
- Sevran i Vogel
- Qeshibes
- Strenec
- Kakos
- Prishte
- Muzhencke